# Leonard Paul Blair
Leonard Paul Blair (Detroit, 12 aprile 1949) è un arcivescovo cattolico statunitense, dal 1º maggio 2024 arcivescovo emerito di Hartford.

## Biografia
Leonard Paul Blair è nato a Detroit il 12 aprile 1949.

### Formazione e ministero sacerdotale
Ha frequentato le locali scuole elementari e medie e poi è entrato nel seminario "Sacro Cuore" di Detroit per gli studi di filosofia. Ha studiato teologia presso la Pontificia Università Gregoriana come alunno del Pontificio collegio americano del Nord dal 1971 al 1975.
Il 26 giugno 1976 è stato ordinato presbitero per l'arcidiocesi di Detroit dal cardinale John Francis Dearden. In seguito è stato vicario parrocchiale della parrocchia di Nostra Signora della Pace a Harper Woods dal 1976 al 1977. Nel 1977 è tornato a Roma per studi. L'anno successivo ha conseguito la licenza in teologia con specializzazione in storia e patristica presso la Pontificia Università Gregoriana. Tornato in patria ha prestato servizio come vicario parrocchiale della parrocchia di San Cristoforo a Detroit dal 1978 al 1981; vicario parrocchiale della parrocchia di San Paolo a Grosse Pointe dal 1981 al 1982; docente di storia della Chiesa e patristica nel seminario provinciale "San Giovanni" a Plymouth; archivista arcidiocesano dal 1982 al 1983; segretario particolare del cardinale arcivescovo Edmund Casimir Szoka dal 1983 al 1986; officiale della Segreteria di Stato della Santa Sede dal 1986 al 1991; decano degli studi e professore associato di teologia presso il seminario maggiore "Sacro Cuore" di Detroit e direttore arcidiocesano per i rapporti ecumenici e interreligiosi dal 1991 al 1994; officiale della Prefettura degli affari economici della Santa Sede e di nuovo segretario del cardinale Edmund Casimir Szoka dal 1994 al 1997 e parroco della parrocchia di San Paolo a Grosse Pointe dal 1997. Nel 1997 ha conseguito il dottorato in teologia presso la Pontificia università "San Tommaso d'Aquino". Il 26 marzo 1990 è stato nominato cappellano di Sua Santità.

### Ministero episcopale
Il 9 luglio 1999 papa Giovanni Paolo II lo ha nominato vescovo ausiliare di Detroit e titolare di Voncariana. Ha ricevuto l'ordinazione episcopale il 24 settembre successivo nella cattedrale del Santissimo Sacramento a Detroit dal cardinale Adam Joseph Maida, arcivescovo metropolita di Detroit, co-consacranti il cardinale Edmund Casimir Szoka, presidente del Governatorato dello Stato della Città del Vaticano e della Pontificia commissione per lo Stato della Città del Vaticano, e il vescovo di Gary Dale Joseph Melczek.
Il 7 ottobre 2003 lo stesso pontefice lo ha nominato vescovo di Toledo. Ha preso possesso della diocesi il 4 dicembre successivo.
Nel luglio del 2011 ha consigliato alle parrocchie e alle scuole cattoliche della diocesi di Toledo di non raccogliere fondi per la Susan G. Komen Foundation, citando la preoccupazione che il denaro donato a questa istituzione potessero andare a finanziare la ricerca sulle cellule staminali embrionali. Ha dichiarato: "Come meglio possiamo determinare, attualmente la Fondazione Komen non finanzia la ricerca sul cancro che impiega cellule staminali embrionali. Tuttavia, la sua politica non esclude questa possibilità. Sono aperti alla ricerca sulle cellule staminali embrionali e potrebbero benissimo finanziare tale ricerca in futuro". La sua dichiarazione ha anche fatto riferimento alla relazione di Komen con Planned Parenthood, il più grande fornitore di aborti negli Stati Uniti d'America. In collaborazione con i vescovi cattolici dell'Ohio, ha esortato i fedeli cattolici, sia aziende sia singoli individui, a prendere in considerazione organizzazioni alternative nel sostenere la ricerca contro il cancro al seno.
Nel febbraio del 2012 ha compiuto la visita ad limina.
Nell'aprile del 2012 è stato nominato membro del collegio di tre vescovi cattolici americani - gli altri erano l'arcivescovo di Seattle James Peter Sartain e il vescovo di Springfield in Illinois Thomas John Joseph Paprocki - incaricato dalla Congregazione per la dottrina della fede di compiere con un'indagine pluriennale sulla Leadership Conference of Women Religious (LCWR).
Il 29 ottobre 2013 papa Francesco lo ha nominato arcivescovo metropolita di Hartford. Ha preso possesso dell'arcidiocesi il 16 dicembre successivo.
Nel novembre del 2019 ha compiuto una seconda visita ad limina.
Il 1º maggio 2024 papa Francesco ha accolto la sua rinuncia, presentata per raggiunti limiti di età, al governo pastorale dell'arcidiocesi di Hartford; gli è succeduto l'arcivescovo coadiutore Christopher James Coyne.
In seno alla Conferenza dei vescovi cattolici degli Stati Uniti è stato membro del comitato per le donne nella società e nella Chiesa, membro del comitato per la catechesi, presidente del sottocomitato per il catechismo, presidente del comitato per l'evangelizzazione e la catechesi, membro del comitato per la dottrina, membro del comitato ad hoc sulla libertà religiosa, presidente del comitato per il culto divino e rappresentante presso la Commissione internazionale sull'inglese nella liturgia.

## Genealogia episcopale e successione apostolica
La genealogia episcopale è:
- Cardinale Scipione Rebiba
- Cardinale Giulio Antonio Santori
- Cardinale Girolamo Bernerio, O.P.
- Arcivescovo Galeazzo Sanvitale
- Cardinale Ludovico Ludovisi
- Cardinale Luigi Caetani
- Cardinale Ulderico Carpegna
- Cardinale Paluzzo Paluzzi Altieri degli Albertoni
- Papa Benedetto XIII
- Papa Benedetto XIV
- Papa Clemente XIII
- Cardinale Marcantonio Colonna
- Cardinale Giacinto Sigismondo Gerdil, B.
- Cardinale Giulio Maria della Somaglia
- Cardinale Carlo Odescalchi, S.I.
- Cardinale Costantino Patrizi Naro
- Cardinale Lucido Maria Parocchi
- Papa Pio X
- Cardinale Gaetano De Lai
- Cardinale Raffaele Carlo Rossi, O.C.D.
- Cardinale Amleto Giovanni Cicognani
- Cardinale Pio Laghi
- Cardinale Adam Joseph Maida
- Arcivescovo Leonard Paul Blair

La successione apostolica è:
- Vescovo Juan Miguel Betancourt Torres, S.E.M.V. (2018)

## Araldica
| Stemma | Titolare                                   | Descrizione |
|        | Leonard Paul Blair Arcivescovo di Hartford | Partito: al primo di rosso al cervo d'oro attraversante un fiume ondato d'argento e d'azzurro e recante un'asta d'oro con una bandiera bifida d'argento alla croce scandinava di rosso; al secondo d'oro, alla croce di nero, caricata in capo di una spada d'oro posta in sbarra, sovraccaricata di una chiave d'oro posta in banda, e in punta del giglio d'argento, la traversa caricata da due stelle (5) d'argento, caricato sul tutto di uno scudetto di rosso al leone d'oro, tenente un cuore dello stesso. Ornamenti esteriori da vescovo. Motto: "Pasce oves meas". |